# Caio Aurélio Cota (cônsul em 200 a.C.)
Caio Aurélio Cota (em latim: Caius Aurelius Cotta) foi um político da gente Aurélia da República Romana eleito cônsul em 200 a.C. com Públio Sulpício Galba Máximo. Era neto de Caio Aurélio Cota, cônsul em 252 a.C., e avô de Lúcio Aurélio Cota, cônsul em 144 a.C..

## Consulado (200 a.C.)
Cota foi pretor em 220 a.C., pretor urbano em 202 a.C. e foi eleito cônsul em 200 a.C. com Públio Sulpício Galba Máximo. Como província, recebeu a Itália, e sua missão era combater os boios, os ínsubres e os cenomanos, que, sob o comando de um Amílcar, de origem cartaginesa, invadiram o território romano. Enquanto isso, Galba foi enviado para Grécia, onde deu início à Segunda Guerra Macedônica (200–197 a.C.).
O comando direto das operações na Batalha de Cremona ficou a cargo de Lúcio Fúrio Purpúreo, que acabou sendo homenageado com o triunfo. Cota, ofendido por não ter recebido nenhum reconhecimento, tratou apenas de saquear e devastar o território inimigo, conseguindo assim mais riquezas do que glória.